# Kostel Navštívení Panny Marie (Rýmařov)
Kostel Navštívení Panny Marie v Rýmařově v Lipkách (také Kaple v Lipkách) se nachází v okrese Bruntál. Filiální kostel náleží k Diecézi ostravsko-opavské, Děkanát Bruntál, Římskokatolická farnost Rýmařov.
Kostel byl zapsán do státního seznamu před rokem 1988.

## Historie
Kostel byl postaven v letech 1710–1715 na místě protestantské dřevěné kaple podle plánů stavitele Friedricha Hösslera z Rýmařova. V roce 1883 zachvátil požár šindelovou střechu a zničil zvoničku.

## Architektura
Orientovaná centrální zděná stavba oválného půdorysu je krytá mohutnou kuželovitou střechou s polygonální lucernou. Fasáda je z hladké omítky, kolem oken a vstupního portálu šambrány. Nad vstupním portálem ve výklenku je umístěno sousoší sv. Anny Samotřetí. Pod výklenkem je alianční znak Aloise hraběte Haracha a jeho druhé ženy Arnoštky z Gallasu umístěn po roce 1721.

## Interiér
Klenutý strop nesen čtyřmi sloupy z růžového umělého mramoru. Po obvodu přízemní ochoz (tribuna), zpřístupněna dvěma úzkými vchody, pod ním do lodi půlkruhovou arkádou otevřené výklenky pěti kaplí, které jsou po obvodu vnitřní stěny kostela. Boční oltáře jsou zasvěceny sv. Anně, sv. Antonínu Paduánskému, sv. Janu Nepomuckému  a čtrnácti pomocníkům.
Monumentální hlavní oltář zdobí obraz Navštívení Panny Marie a sochy zemských světců. Obraz namaloval Jan Kryštof Handke z Janovic v roce 1724.
Bohatě zdobená barokná kazatelna od sochaře Michaela Kösslera let 1715–1717
Varhany byly instalovány v roce 1718.

### Fresky
Interiér je bohatě vyzdoben freskami jejich autorem je olomoucký malíř Ferdinand Naboth (1664–1714) a Jan Kryštof Handke (1694–1774), který po smrti Ferdinanda Nabotha dokončil výzdobu.
Na stěnách jsou fresky znázorňující výjevy z Kristova života (cyklus osmi obdélníkových obrazů) a na klenbě  ilustrace veršů modlitby k Panně Marii Salve Regina (Zdrávas Královno). Malby jsou doplněny oválnými medailony světců – ochránců před morem a živelnými pohromami. J. K. Handkeho freska z roku 1715 se nachází nad hlavním vchodem. Zobrazuje glorifikaci Panny Marie.

## Okolí
- u kaple se nacházejí společné hroby obětí morů z okolních vesnic.
- pozdně barokní socha Panny Marie Immaculaty z roku 1774
- v prostoru před kaplí je lidové sousoší Ukřižování z roku 1812
- kříž

## Galerie

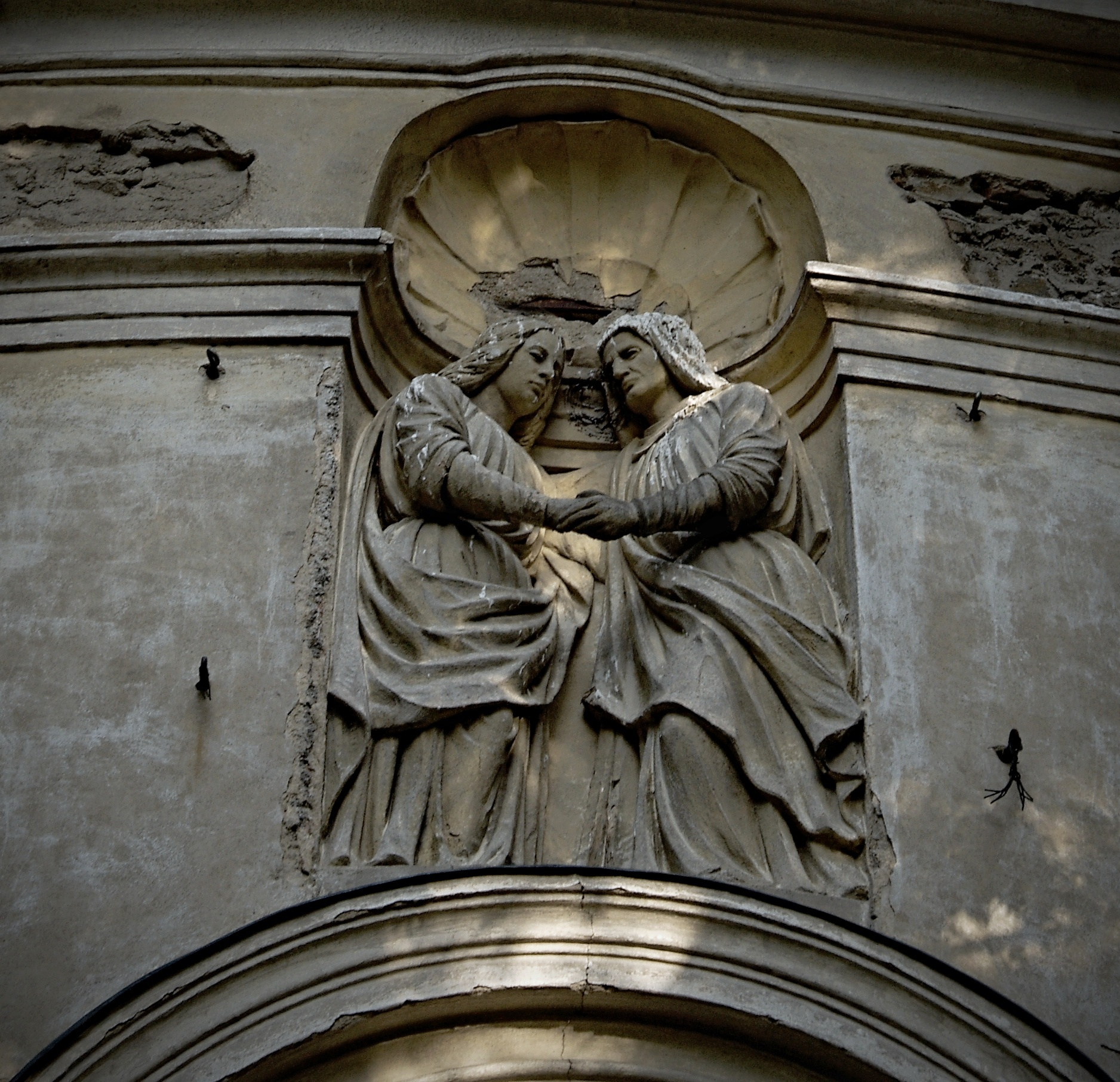
Nika se sousoším sv. Anna
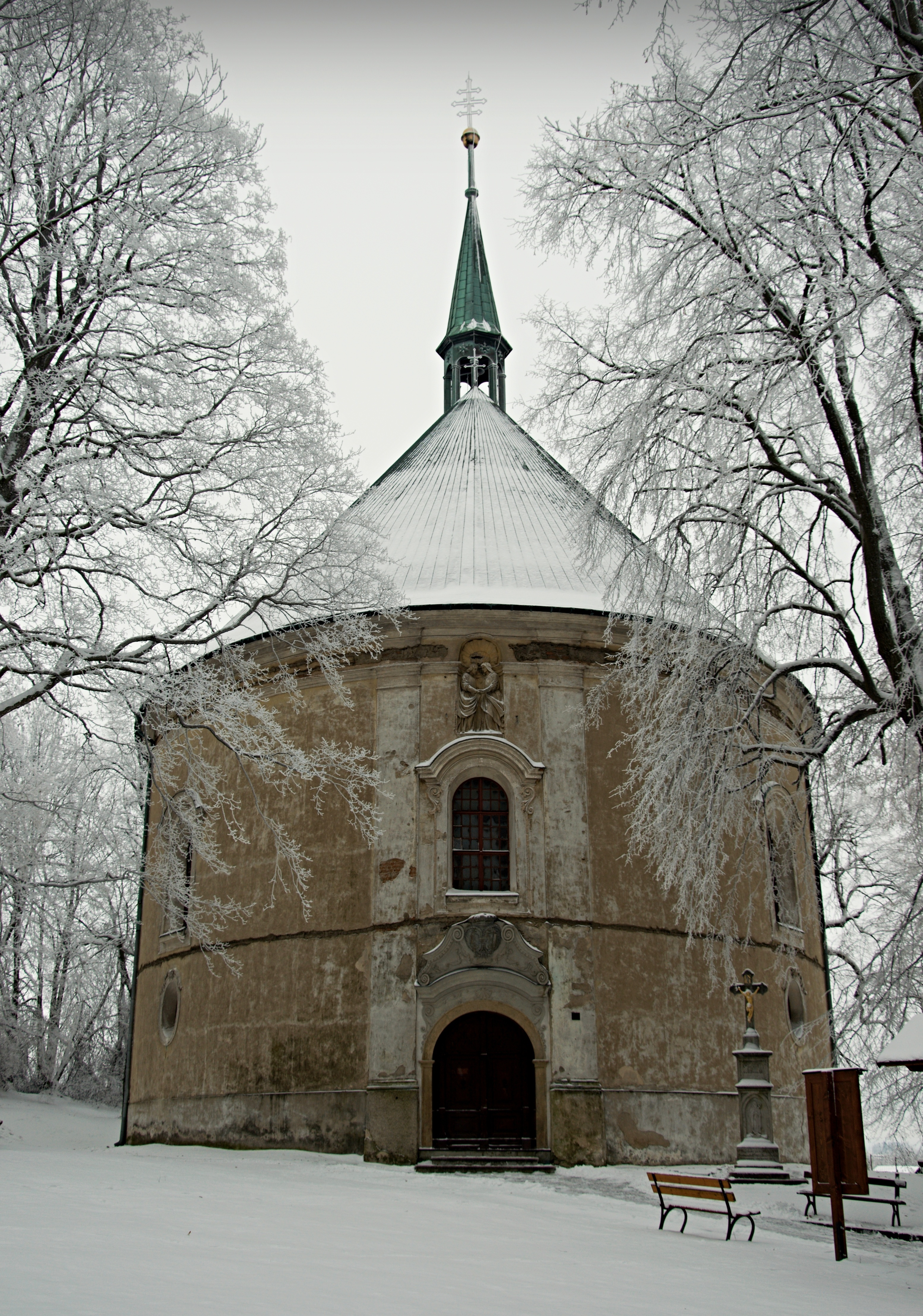
Kostel v zimě
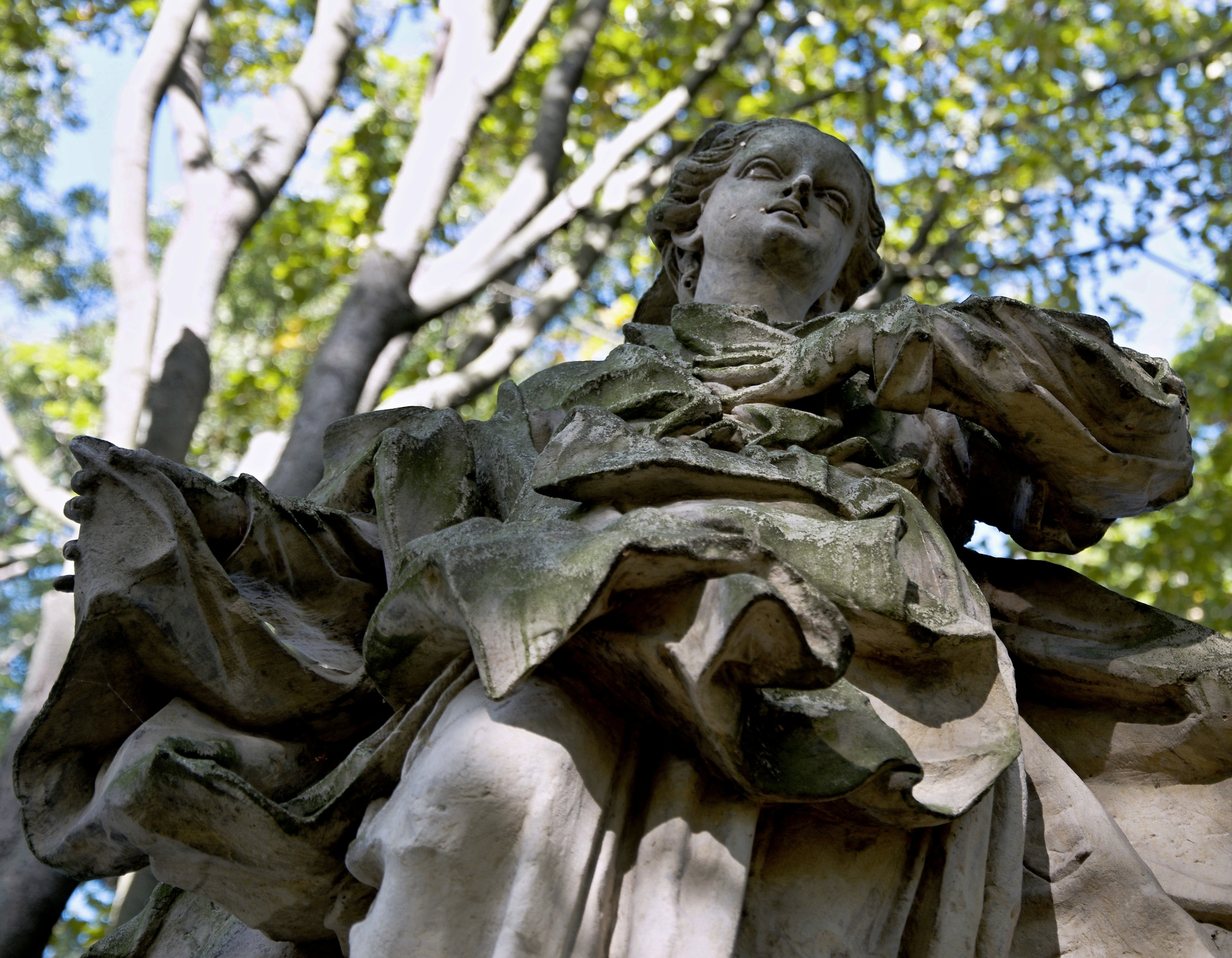
Socha Panny Marie Imaculaty